# Symphonie de chambre no 1 de Schönberg
La Symphonie de chambre (Kammersymphonie) no 1 en mi majeur opus 9-a est une pièce orchestrale pour quinze instruments solistes du compositeur autrichien Arnold Schönberg. 

## Présentation
Composée en 1906, elle fut créée sous la direction du compositeur le 8 février 1907 à Vienne par le Quatuor Rosé avec l'ensemble à vents de l'Orchestre philharmonique de Vienne. Schönberg l'a dirigée également à l'occasion du célèbre concert à scandale de 1913, qui incluait aussi les Six bagatelles pour orchestre op. 9 de Webern ainsi que les Altenberg Lieder op.4 no 2 et 3 d'Alban Berg. En 1935, le compositeur en a fait une transcription pour grand orchestre opus 9-b, qui sera créée à Los Angeles sous la direction de l'auteur. L'œuvre est en un seul mouvement divisé en cinq parties.

## Analyse de l'œuvre
1. Exposition
2. Scherzo
3. Développement
4. Adagio
5. Finale

Au niveau de l'écriture, toutes ses œuvres précédentes semblent converger vers celle-ci.
Le principe du mouvement en cinq parties prend exemple sur la sonate en si mineur de Liszt.
Tel Wagner, Schönberg privilégie les mélodies instables aux résolutions impossibles. Il évite les marches harmoniques ou toute forme de « prévisibilité » textuelle, et aspire à une musique en perpétuelle évolution, littéralement inouïe.
Schönberg cherche de nouvelles conceptions harmoniques et développe un contrepoint où toutes les voix ont une importance équivalente. Il utilise la gamme par ton (pour s'affranchir de la dualité majeur/mineur et des forces d'attraction tonales comme celle de la sensible à la tonique). Il superpose des quartes (à la place de l'habituel empilement de tierces, idéal de l'accord parfait classique). Il en résulte une certaine surcharge polyphonique.
Enfin, Schönberg commence à développer dans cette symphonie de chambre ce qu'il nommera par la suite Klangfarbenmelodie.

## Instrumentation
- une flûte, un hautbois, un cor anglais, deux clarinettes (en la, en ré), une clarinette basse, un basson, un contrebasson, deux cors, deux violons, un alto, un violoncelle, une contrebasse.
- Schönberg inaugure la fusion entre symphonie (orchestre) et musique de chambre. L'ensemble instrumental préfigure l'une des formations types de la musique « savante » contemporaine.

## Source
- François-René Tranchefort (dir.), Guide de la musique symphonique, Paris, Fayard, coll. « Les indispensables de la musique », 1986, 896 p. (ISBN 978-2213016382, BNF 43354120), p. 683.